# Aschétime
Aschétime  ou Aschetinus, mort avant 1128, était le premier évêque de Bethléem dans le royaume de Jérusalem au début du XIIe siècle.

## Biographie
Dans les documents latins médiévaux, il est mentionné sous divers noms, principalement des variantes des formes « Aschetinus » et « Anschetinus ». Ces formes remontent au nom vieux norrois « Asketill ». Ces deux formes latines étaient populaires chez les Normands du sud de l'Italie, ce qui implique qu'il serait né dans cette région. Si cette hypothèse est vraie, Aschétime aurait accompagné le prince italo-normand Bohémond de Tarente lors de la première croisade en 1096. Il a commencé sa carrière ecclésiastique comme chantre de l'église du Saint-Sépulcre à Jérusalem. Avant 1108, il fut nommé prieur des chanoines augustins de l'église de la Nativité à Bethléem,.
Le roi Baudouin Ier de Jérusalem, couronné dans l'église de la Nativité, décida d'élever celle-ci au rang d'évêché. À cette fin, il contacta le pape Pascal II, qui chargea le légat pontifical, l'archevêque Gibelin de Sabran, de discuter de la question avec le roi. Lorsque Gibelin arriva en Terre sainte en 1108, Aschétime était déjà nommé évêque d'Ascalon, qui était encore sous domination musulmane aussi Aschétime ne pouvait être considéré que comme évêque titulaire.
Gibelin, en tant que légat papal, transféra le siège d'Aschétime d'Ascalon à Bethléem, établissant le diocèse catholique romain de Bethléem en 1108. Sa nomination fit d'Aschetinus l'un des trois chanoines locaux à être élevés à l'évêché dans le royaume de Jérusalem, avec Josse (archevêque de Tyr) en 1172 et Eudes en 1176. En tant qu'évêque de Bethléem, il était suffragant du patriarche latin de Jérusalem et, en raison de la proximité de son siège avec Jérusalem, il était étroitement associé à la cour patriarcale. En 1120, il participa au concile de Naplouse, qui établit le premier ensemble de lois dans le royaume de Jérusalem, et en 1124 il fut l'un des signataires du Pactum Warmundi avec la république de Venise.
Il meurt avant 1128.